# Орден Великої Вересневої Революції 1969 року (Лівія)
Орден Великої Вересневої Революції 1969 року — нагорода запроваджена Муаммаром Каддафі для вшанування пам'яті революції 1 вересня 1969 року. Інша назва орден Аль-Фатах або Орден Визволення. Також було дві нагороди до 10 та 40 річниці революції. Нагорода виготовлялася як і всі Лівійські нагороди за єгипетським зразком. Нагорода є 2 ступенів та 2 версій.

## Опис нагороди

Планка ордена

На реверсі обох видів 800 сріблястих знаків. У колі двадцяти зірок — лівійський яструб. Підвішений багато прикрашеним підвіскою з кільця
Орден І ступеня золотий має вагу 27,4 грама та має діаметр 37,5 мм. Стрічка до цього класу рожева з пурпурними лініями.
Орден ІІ ступеня срібний має вагу 29,3 і діаметр її 37,6. стрічка до цього класу блакитна з червоними лініями.

## Нагороджені українці
- Кучма Леонід Данилович — Під час зустрічі в Триполі 11 жовтня 2003 року тодішній президент України отримав Орден Великої Вересневої Революції 1969 року І ступеня від Муаммара Каддафі.[4] У відповідь Лідер Великої Вересневої революції був нагороджений Орденом Ярослава Мудрого І ступеня.[5]
- Ющенко Віктор Андрійович — Під час свого дводенного візиту до Лівійської столиці Триполі 7 квітня 2008 року третій президент України отримав Орден Великої Вересневої Революції 1969 року І ступеня від Муаммара Каддафі.[6][7] У відповідь Лідер Великої Вересневої революції був нагороджений Орденом Богдана Хмельницького І ступеня.[8]